# ویسنته آمیگو
ویسنته آمیگو خیرول (به اسپانیایی: Vicente Amigo Girol) (زادهٔ ۱۹۶۷ در گادال کانال در نزدیکی سویا در اسپانیا)، آهنگساز اسپانیایی سبک فلامنکو و نوازندهٔ چیره‌دست گیتار است. او به عنوان نوازنده همراه با خواننده‌های معروف فلامنکو نظیر ال پله، کامرون د لا ایسلا، ویسنته سوتو، لوئیس د کوردوبا و گروه سالمارینا ساز زده و تهیه کنندهٔ کارهای رمدیوس آمایا و خوزه مرسه هم بوده‌است. آلبوم سال ۲۰۰۱ او به نام Ciudad de las Ideas (شهر خیال‌ها) برنده جایزه گرمی سال ۲۰۰۱ برای بهترین آلبوم فلامنکو و جایزه سال ۲۰۰۲ اونداس برای بهترین اثر فلامنکو شده‌است.

## زندگی‌نامه
اگر چه وی در نزدیکی سویل به دنیا آمد، در کوردوبا بزرگ شده و زندگی می‌کند، و اولین درس‌های گیتارش را نیز در همین شهر نزد ال توماته و مرنگه د کوردوبا فراگرفت. او بعداً با مانولو سانلوکار گیتار زد که همکاری آن‌ها ده سال به طول انجامید.
در ۸ سالگی اولین گیتار خود را به عنوان کادو دریافت کرد. در زمان کار با مانولو سانلوکار ویسنته به مفهومی که از موسیقی فلامنکو به عنوان یک موزیسین می‌خواست دست پیدا کرد. خود او در این باره می‌گوید: «من به وضوح قدرت پرمعنی ای را که گیتار داشت دیدم و یادگرفتم که تلاش روزانه گسترش دهنده شکل گرفتن این حرفه است.»
سال ۱۹۸۸ برای او شروع حرفه خود به عنوان نوازنده گیتار مستقل بود. او در جشنواره Nacional del Cante de las Minas de la Unión شرکت کرد و موفق به دریافت جایزه نفر اول در رده گیتار شد. پس از آن در Concurso Internacional de Extremadura که یک مسابقه بین‌المللی در اکسترمادورا اسپانیا بود رتبه اول را به دست آورد. او در ماه می ۱۹۸۹ به شهرت جهانی دست یافت. او در این ماه به عنوان یک نوازنده گیتار درجه یک حساب می‌شد. او در دوازدهمین دوره مسابقات Concurso Nacional de Arte Flamenco de Córdoba مسابقات بین‌المللی هنرهای فلامنکو نیز برنده شد.
بعد از یک دوره همراه‌نوازی که با ال پله آغاز شد، از حوالی سال ۱۹۸۸ میلادی ویسنته آمیگو وقت خود را انحصاراً صرف اجرا در کنسرت‌هایش کرد. اولین آلبوم او De Mi Corazón al Aire (از قلبم به هوا) نام داشت که در سال ۱۹۹۱ منتشر شد. او که از کودکی از ستایندگان پاکو د لوسیا بود، در مراسم Leyendas de la guitarra (افسانه‌های گیتار) که در شهر سویل برگزار می‌شد با او هم‌نوازی کرد. تا این زمان، او موفق به دریافت چندین جایزه معتبر در زمینه گیتار فلامنکو شده بود.
با اینکه ویسنته آمیگو را جانشنین و ادامه دهنده راه پاکو د لوسیا می‌دانند او در این باره می‌گوید: هیچ‌کسی نمی‌تواند جایگزین پاکو د لوسیا شود
در سال ۱۹۹۲ او به همراهی لئو بروئر قطعه Concierto Para Un Marinero en Tierra (کنسرتی برای یک دریانورد خشکی‌نشسته) را ساخت و به رافاثل آلبرتی هدیه کرد. این قطعه بعداً در آلبوم Poeta (۱۹۹۷) منتشر شد که به دریافت جایزه‌هایی در زمینه بهترین نوازنده فلامنکو و بهترین آهنگساز فلامنکو منجر شد.
ویسنته آمیگو به اغلب کشورهای جهان سفر کرده و در آن‌ها موسیقی خود را اجرا کرده‌است.

## موسیقی ویسنته آمیگو
ویسنته آمیگو دارای شخصیتی رمانتیک است و این را می‌توان در موسیقی او درک کرد. موسیقی او در مقایسه با پاکو د لوسیا در یک میزان دارای نتهای کمتری می‌باشد ولی زمانی که نیاز باشد او این عمل را به خوبی انجام می‌دهد. او بیشتر آکوردهایی که در موسیقی جز کاربرد دارند را استفاده می‌کند.
ویسنته آمیگو آزادانه به تجربه‌های جدید در فلامنکو می‌پردازد، مرزهای تازه‌ای برای آن می‌یابد و در مورد فرم‌های دیگر موسیقی اطلاعات عمیقی کسب می‌کند که با دیگر هنرمندان به اشتراک می‌گذارد.

## گفته‌های دیگران دربارهٔ ویسنته آمیگو
ال موندو دربارهٔ او می‌گوید: "حس استایل او منحصر به خود اوست. درست مثل مکانی فوق العاده زیبا، به طور غیر معمولی اشاره به تونالیتی در ریتم هاست. وقتی او ترانه ای می‌سازد موسیقی و شعر بسیار عالی با هم تقارن پیدا می‌کنند. با خلاقیت غیر قابل توصیفی روح در آن دمیده می‌شود. بیان متغیر صداها در نواختن دست راست او واقعاً جذاب است…"

## آلبوم‌شناسی
- De mi Corazón al Aire (۱۹۹۱)
- Vivencias Imaginadas (۱۹۹۵)
- Poeta (۱۹۹۷)
- Ciudad de las Ideas (۲۰۰۰)
- Un Momento en el Sonido (۲۰۰۵)
- Paseo de Gracia (۲۰۰۹)
- "Vivencias" La Obra Completa de un Genio (۲۰۱۰)
- Tierra (۲۰۱۳)
- Memoria de los Sentidos (۲۰۱۷)

## آلبوم‌شناسی: همکاری مشترک با ال پله و مدینا آزاهارا
- "La fuente de lo jondo" (۱۹۸۶)
- "Poeta de Esquinas Blandas" (۱۹۹۱)
- "Canto" (۲۰۰۳)
- ""En Al-Hakim Medina Azahara (group)"" (۱۹۸۶)

## آلبوم‌شناسی: همکاری مشترک با هنرمندان دیگر
- Caprichos De Mujer (With Niña Pastori) (۲۰۰۹)
- Mi Reencuentro (With Potito) (۲۰۱۸)

## جوایز
- فستیوال LAS MINAS OF LA UNION ژوئیه ۱۹۸۸
- نهمین مسابقه گیتار فلامنکو اوت ۱۹۸۸
- دومین مسابقات بین‌المللی گیتار فلامنکو به وسیله فدراسیون اجتماع فلامنکو نوابر ۱۹۸۸
- دوازدهمین دوره RAMON MONTOYA می ۱۹۸۹
- جایزه OJO CRITICO چشم کارشناس Spanish National Radio Network
- کوردوبای سال - موسیقی و محبوبیت ۱۹۹۱
- شانزدهمین دوره DIARIO روزنامه‌های بین‌المللی ۱۹۹۱
- مسابقات بین‌المللی کوردوبا ۱۹۹۲
- جایزه هنری کوردوبا - صفحه نقره ای ۱۹۹۲
- بهترین نوازنده گیتار فلامنکو ۱۹۹۳
- جایزه موسیقی ۱۹۹۷ - SGAE (Spanish PRS) -AIE: جایزه بهترین آهنگساز فلامنکو، جایزه بهترین هنرمند فلامنکو
- جایزه بین‌المللی فلامنکو JEREZ DE LA FRONTERA سال ۱۹۹۷
- بهترین گیتاریست در مجله EL OLIVO سال ۱۹۹۸
- فستیوال بین‌المللی CANTE DE LAS MINAS در بخش بهترین اجرا کننده کنسرت ۱۹۹۸
- جایزه موسیقی ۱۹۹۸ - SGAE (Spanish PRS) -AIE: جایزه بهترین آهنگساز فلامنکو، جایزه بهترین هنرمند فلامنکو
- مسابقه PERMING ARTS با هنرها بهترین موسیقی
- جایزه موسیقی ۱۹۹۹ - SGAE (Spanish PRS) -AIE: جایزه بهترین آهنگساز فلامنکو
- “EL PÚBLICO DE LA MÚSICA” سال ۲۰۰۰
- مدال ANDALUCIA سال ۲۰۰۰
- LATIN GRAMMY AWARDS سال ۲۰۰۱ جایزه در بخش بهترین آلبوم فلامنکو
- LATIN GRAMMY AWARDS سال ۲۰۰۱ کاندید در بخش بهترین آلبوم
- جایزه ONDAS ۲۰۰۲ در بخش‌های موسیقی‌های فوق معتبر و جایزه رسانه‌ها
- MUSIC AWARD جایزه موسیقی کاندید بهترین آلبوم فلامنکو ۲۰۰۵
- جایزه FLAMENCO HOY فلامنکوی روز ۲۰۰۵
- بهترین ضبط فلامنکو FLAMENCO-NEWS سال ۲۰۰۵
- LATIN GRAMMY AWARDS سال ۲۰۰۶ کاندید در بخش بهترین آلبوم فلامنکو
- NATIONAL CRITICS AWARDS سال ۲۰۰۹
- جایزه برجسته‌ترین هنرمند فلامنکو توسط CUMBRE FLAMENCA بالاترین استعداد فلامنکو سال ۲۰۱۰

## تغییر نشانی وبگاه رسمی
وبگاه رسمی ویسنته آمیگو تا پایان سال ۲۰۱۲ میلادی https://web.archive.org/web/20110202085804/http://vicente-amigo.com/ بود که پس از اینکه [Sony Music] اسپانیا آلبوم Tierra را منتشر کرد نشانی سایت رسمی به http://www.vicenteamigo.com تغییر پیدا کرد.